# 1998 chez Disney
Cet article présente la liste des évènements de la Walt Disney Company ayant eu lieu en 1998.

## Événements

### Janvier
- 1er janvier 1998, Baptême du Disney Magic, premier navire de la Disney Cruise Line[1]
- 8 janvier 1998, le premier McDonald's d'un complexe Disney, ouvre à Downtown Disney Marketplace[2]
- 21 janvier 1998, 
  - Dernier jour du parking situé devant Disneyland, devenu le parc Disney California Adventure
  - la mairie d'Anaheim autorise la construction d'un édifice de 25 000 pieds carrés (2 323 m2) sur un niveau à l'angle de Center Street Promenade et Lemon Street pour héberger à la fin de l'été 1998 les 150 employés californiens de Disney Travel qui travaillaient précédemment dans le Disneyland Hotel[3].
- 28 janvier 1998, Fermeture de l'attraction Disney's Take Flight au Magic Kingdom[4]
- 30 janvier 1998, Sortie du film Un cri dans l'océan d'Hollywood Pictures aux États-Unis

### Mars
- 11 mars 1998, Premier numéro d’ESPN The Magazine

### Avril
- 5 avril 1998, Ouverture de l'attraction The Enchanted Tiki Room : Under new management au Magic Kingdom[5]
- 17 avril 1998, Lancement de la chaîne Disney Channel España
- 18 avril 1998, Lancement de la chaîne Toon Disney aux États-Unis[6]
- 22 avril 1998, Ouverture du parc Disney's Animal Kingdom

### Mai
- 1er mai 1998, Disney annonce son intention d'exercer son option pour acheter le reste de Starwave à la suite de sa participation initiale d'avril 1997 et d'intégrer la société au Buena Vista Internet Group[7].
- 22 mai 1998, Ouverture du Nouveau Tomorrowland 98 à Disneyland avec les attractions Astro Orbitor, Honey, I Shrunk The Audience, Innoventions et Rocket Rods[8]
- 27 mai 1998, Décès de Kendall O'Connor (animateur et imagineer)
- 31 mai 1998, Ouverture du The Wildhorse Saloon à Pleasure Island

### Juin
- 5 juin 1998, Première mondiale du film Mulan aux États-Unis
- 18 juin 1998, Disney annonce vouloir acheter de 43 % de Infoseek[1]
- 19 juin 1998, L'action Disney est fractionnée au taux de 3 pour 1[9]
- 19 juin 1998, Ouverture du DisneyQuest au Downtown Disney West Side de Walt Disney World Resort[10]
- 19 juin 1998, Sortie nationale du film Mulan aux États-Unis

### Juillet
- 12 juillet 1998, Ouverture de la première ESPN Zone à Baltimore dans le Inner Harbor[1]
- 14 juillet 1998, Disney annule le projet de chaîne ESPN West qui devait diffuser en Californie les matchs des équipes détenues par Disney Mighty Ducks d’Anaheim et les Angels de Los Angeles et créer la première chaîne régionale d'ESPN et concurrencer Fox Sports Net[11]
- 20 juillet 1998, Première mondiale du film À nous quatre aux États-Unis
- 29 juillet 1998, Sortie nationale du film À nous quatre aux États-Unis et au Canada
- 30 juillet 1998, Croisière inaugurale du Disney Magic, premier navire de la Disney Cruise Line[1]

### Août
- 2 août 1998, Le Disney Magic accoste pour la première fois avec des visiteurs sur l'île de Castaway Cay[12]
- 4 août 1998, Sortie en DVD du film Pocahontas 2 : Un monde nouveau
- 17 août 1998, Fermeture de l'attraction Captain Eo au Parc Disneyland
- 24 août 1998, Disney vend les Fairchild Publications à Advance Publications[10]
- 29 août 1998, Sortie du film Disney Channel Original Movie Brink, champion de roller

### Septembre
- 7 septembre 1998, 
  - Fermeture de l'attraction Submarine Voyage à Disneyland
  - Fermeture de l'attraction Mr. Toad's Wild Ride au Magic Kingdom
- 28 septembre 1998, l'émission The Wonderful World of Disney reprend sur ABC

### Octobre
- 3 octobre 1998, Fermeture de l'attraction Davy Crockett's Explorer Canoes à Disneyland
- 7 octobre 1998, Pré-ouverture de l'attraction Buzz Lightyear's Space Ranger Spin au Magic Kingdom
- 11 octobre 1998, Fermeture de l'attraction Journey Into Imagination à Epcot
- 15 octobre 1998, Première du spectacle Fantasmic! à Disney-MGM Studios
- 21 octobre 1998, Signature par Bill Clinton de la loi américaine d'extension du terme des droits d'auteur surnommée Mickey Mouse Protection Act
- 27 octobre 1998, Sortie en DVD du film Le Roi lion 2 : L'Honneur de la tribu
- 29 octobre 1998, Disney et Chevron annoncent leur partenariat pour la rénovation d’Autopia à Disneyland

### Novembre
- 3 novembre 1998, Ouverture de l'attraction Buzz Lightyear's Space Ranger Spin au Magic Kingdom
- 3 novembre 1998, Fermeture de l'attraction Skyway à Tokyo Disneyland
- 6 novembre 1998, Sortie du film Waterboy de Touchstone Pictures
- 10 novembre 1998, Ouverture de l'attraction Innoventions à Disneyland
- 14 novembre 1998, Première mondiale du film 1 001 Pattes aux États-Unis
- 16 novembre 1998, Première mondiale du film Ennemi d'État de Touchstone Pictures
- 18 novembre 1998, Disney finalise l'achat de 43 % de Infoseek[10]
- 20 novembre 1998, Sortie nationale du film Ennemi d'État de Touchstone Pictures aux États-Unis
- 27 novembre 1998, Sortie nationale du film 1 001 Pattes de Pixar aux États-Unis

### Décembre
- 20 décembre 1998, Première de la comédie musicale Le Roi lion au Japon, et naissance des Walt Disney Theatrical Productions[10]
- 27 décembre 1998, Dernières émissions du Disney Parade et du Disney Club sur TF1